# S11 (Polen)
De S11 is een snelweg in Polen. De S11 moet op termijn Kołobrzeg via Koszalin, Piła en Poznań verbinden met Pyrzowice (ten noorden van Katowice). Zowat 64 kilometer werden al aangelegd, de totale geplande lengte is 600 km. 
A1 · A2 · A4 · A6 · A8 · A18 · A50
S1 · S2 · S3 · S5 · S6 · S7 · S8 · S10 · S11 · S12 · S14 · S16 · S17 · S19 · S22 · S50 · S51 · S52 · S61 · S74 · S79 · S86